# 英國人口普查
自1801年以來，英國不同司法管轄區每十年都會進行一次同步的全面人口普查，但1941年（第二次世界大戰期間）、1921年的愛爾蘭、1931年的北愛爾蘭 和2021年的蘇格蘭除外。除了提供有關英國人口統計的詳細信息外，人口普查的結果在計算英國政府對區域和地方服務提供的資源分配方面發揮著重要作用。
最近一次的英國人口普查於2021年3月21日在英格蘭、威爾斯和北愛爾蘭進行。由於嚴重特殊傳染性肺炎疫情在英國的疫情嚴重，蘇格蘭的人口普查被推遲到2022年3月20日。

## 歷史
自1801年以來，英國每十年定期進行一次全國人口普查。前四次人口普查（1801-1831年）主要是統計數據：也就是說，幾乎沒有個人信息。1841年的人口普查是英國政府第一次紀錄家庭或機構所有人的姓名。
大英帝國的第一次同步人口普查於1881年進行，涵蓋英國、英屬印度和皇家殖民地。
《1920年人口普查法》為在英國（蘇格蘭、英格蘭和威爾斯）進行人口普查提供了法源依據。1969年北愛爾蘭議會制定《1969年人口普查法》圍在北愛爾蘭進行人口普查提供法源依據。在這項立法之前，每次在北愛爾蘭的人口普查都必須由北愛爾蘭議會通過一個單獨的法令。英國還負責在其許多海外殖民地發起和協調人口普查。
由於第二次世界大戰，1941年沒有進行人口普查。在1939年9月5日通過《1939年國家登記法》成為法律之後，於1939年9月29日進行了人口統計。英國於1931年4月26日進行了人口普查，但英格蘭和威爾斯的人口普查資料在第二次世界大戰期間的一場意外火災中被毀。
1966年4月24日，英國政府進行了一次人口普查，每個家庭都必須填寫一張簡短的表格，用於人口統計和收集基本信息，如地址、性別、年齡和與其他家庭成員的關係，另外需填寫有一張較長的表格用以紀錄人口樣本以收集更詳細的信息。這是英國第一次也是唯一一次進行五年一次的人口普查。
2021年全國人口普查於2021年3月21日舉行。英國統計局代表政府啟動了一項名為Beyond 2011的研究計劃，以調查在2021年進行全英國人口普查的一系列替代方案。